# Stazione di Visano
La stazione di Visano è una stazione ferroviaria posta sulla linea Brescia-Parma. Serve l'omonimo centro abitato.

## Storia
La stazione di Visano fu aperta al servizio pubblico il 1º agosto 1893, assieme al tronco San Zeno-Piadena della ferrovia Brescia-Parma.
Fu gestita dalla Società Meridionale, esercente la Rete Adriatica a cui appartenne la linea, fino al 1905, quando avvenne il passaggio alle Ferrovie dello Stato (FS).
Nel primo dopoguerra risultava dotata di due binari di incrocio, entrambi con capacità di sessantatré carri.
Nel 2000, la società Rete Ferroviaria Italiana subentrò alle FS nell'esercizio della stazione e, sotto tale gestione, l'intera linea fu dotata del sistema d'esercizio con Dirigente Centrale Operativo; il relativo apparato ACEI di stazione fu attivato il 14 dicembre 2008.

## Strutture e impianti

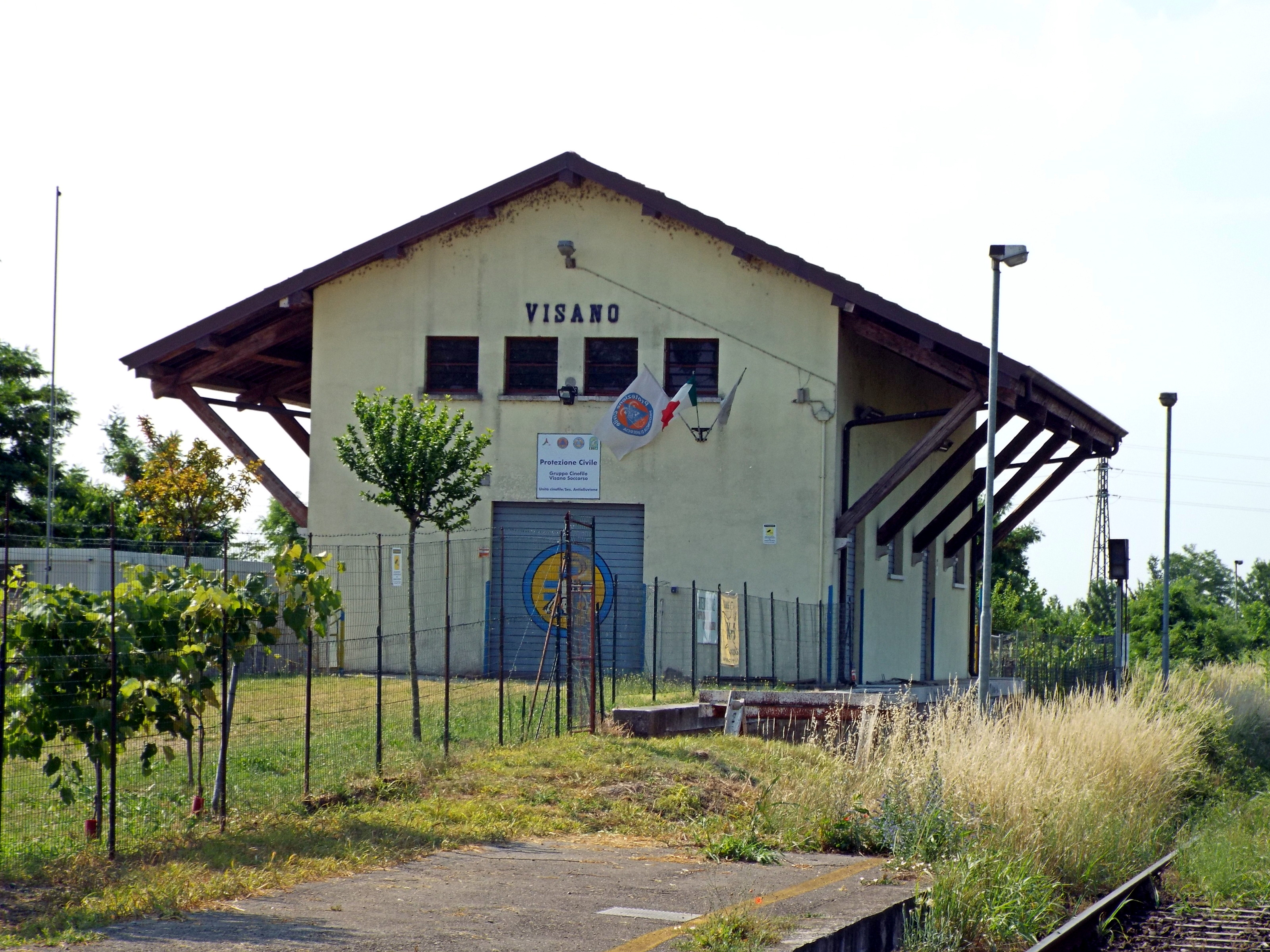
Il magazzino merci nel 2015

Il fabbricato viaggiatori è della forma originaria adottata per le stazioni della ferrovia San Zeno-Piadena.
In origine era dotata di uno scalo merci con magazzino, piano caricatore e un fascio binari a suo servizio.
Il piazzale era composto da tre binari di cui uno di corsa e due di raddoppio. Al 2015, è rimasto in funzione un solo binario di raddoppio.
A nord del fabbricato viaggiatori, è presente la torre dell'acqua che serviva a rifornire di acqua le locomotive a vapore. La struttura è stata restaurata nel 2021 grazie a un accordo fra l'amministrazione comunale visanese e RFI.

## Movimento
La stazione di Visano è servita dai treni regionali della relazione Brescia-Parma, eserciti da Trenord, cadenzati a frequenza oraria, nell'ambito del contratto di servizio stipulato con la Regione Lombardia.